# Fouleix
Fouleix é uma comuna francesa na região administrativa da Nova Aquitânia, no departamento Dordonha. Estende-se por uma área de 10,94 km². Em 2010 a comuna tinha 264 habitantes (densidade: 24,1 hab./km²).